# West Coast Resurrection
West Coast Resurrection è un album in studio indipendente del rapper statunitense The Game, uscito nel 2005.

## Tracce
1. Intro (feat. JT the Bigga Figga) – 1:16
2. The Streetz of Compton (feat. JT the Bigga Figga) – 4:41
3. Blacksox (feat. JT the Bigga Figga & Bluechip) – 3:59
4. Krush Groove (feat. JT the Bigga Figga, Nina B & Get Low Playaz) – 3:24
5. Troublesome – 4:39
6. Rookie Card (feat. JT the Bigga Figga) – 2:22
7. Promised Land – 4:16
8. Gutta Boyz (feat. Sean T) – 3:37
9. Put It in the Air (feat. Sky Balla) – 3:40
10. Desparados (feat. JT the Bigga Figga) – 4:22
11. 100 Barz and Gunnin' – 1:14
12. Work Hard (feat. JT the Bigga Figga, Bluechip, Nina B & Get Low Playaz) – 4:07
13. Untold Story (feat. JT the Bigga Figga & Tee-Uk) – 2:56
14. Outro – 2:48